# Gabriel Guimarães
Gabriel Guimarães (Governador Valadares, 06 de junho de 1983) é um advogado e político brasileiro filiado ao Partido dos Trabalhadores.
Foi deputado federal por dois mandatos, no período de 2011 a 2019, ambos por Minas Gerais. É formado em Direito pelo Centro Universitário de Brasília (UniCeub). Gabriel é filho do ex-deputado federal Virgílio Guimarães e bisneto do senador João Lima Guimarães.